# Saint-Maigner
Saint-Maigner ist eine französische Gemeinde mit 171 Einwohnern (Stand 1. Januar 2022) im Département Puy-de-Dôme in der Region Auvergne-Rhône-Alpes (vor 2016 Auvergne). Die Gemeinde gehört zum Arrondissement Riom und zum Kanton Saint-Éloy-les-Mines (bis 2015 Kanton Pionsat). 

## Lage
Saint-Maigner liegt etwa 47 Kilometer nordwestlich von Riom und etwa 57 Kilometer nordwestlich von Clermont-Ferrand. Im südwestlichen Gemeindegebiet verläuft das Flüsschen Mousson. Umgeben wird Saint-Maigner von den  Nachbargemeinden Pionsat im Norden, La Cellette im Norden und Osten, Gouttières im Osten, Saint-Julien-la-Geneste im Südosten, Espinasse im Süden, Bussières im Westen und Südwesten sowie Saint-Hilaire im Westen und Nordwesten.

## Weblinks

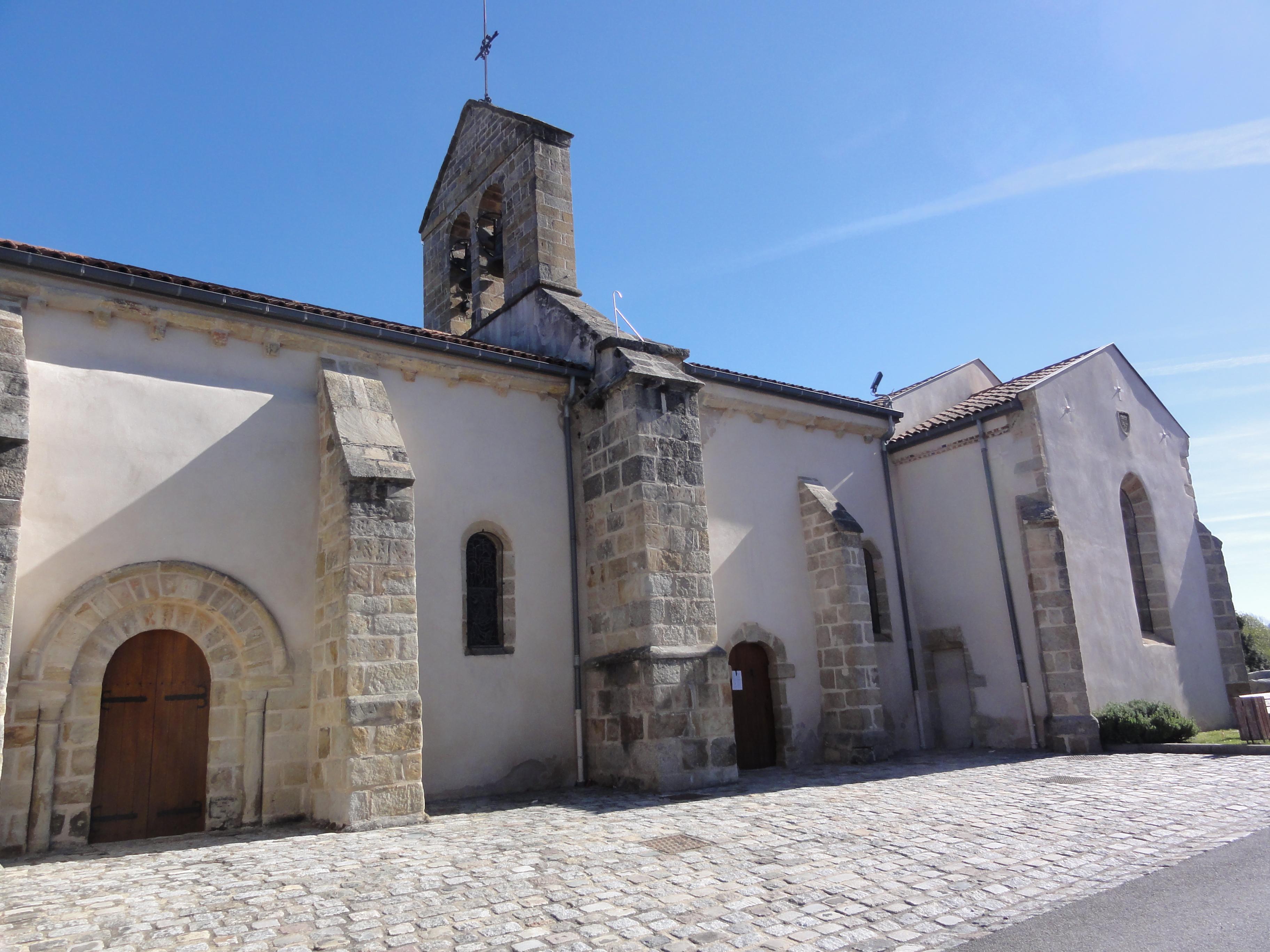
Kirche Saint-Georges

## Bevölkerungsentwicklung
| Jahr                       | 1962 | 1968 | 1975 | 1982 | 1990 | 1999 | 2006 | 2013 |
| Einwohner                  | 366  | 327  | 264  | 236  | 191  | 174  | 198  | 197  |
| Quellen: Cassini und INSEE |      |      |      |      |      |      |      |      |

## Sehenswürdigkeiten
- Kirche Saint-Georges